# Viadukt Langwieser
Viadukt Langwieser (nemško Langwieser Viadukt) je enotiren armiranobetonski železniški viadukt/most čez reko Plessur in potok Sapünerbach, v bližini Langwiesa, v kantonu Graubünden v Švici.
Zasnoval ga je Hermann Schürch in je bil zgrajen med letoma 1912 in 1914 pod vodstvom Eduarda Züblina za Chur-Arosa železnico in je zdaj v lasti in ga uporablja Retijska železnica.
Naveden je kot švicarski spomenik državnega pomena, saj je pionirska struktura iz armiranega betona. 

## Lokacija
Viadukt se nahaja na meter široki progi Retijske železnice med Churom počitniškim in turističnim letoviščem Arosa (linija Chur-Arosa). Železniška proga prečka dolino reke Plessur takoj za postajo Langwies.

## Zgodovina
Proga od Chura do Arose je bila zadnja med železniškimi progami v sistemu Retijske železnice, tako imenovanega osrednjega omrežja, ki se je gradilo. Proga Arosa je bila tudi pionir pri uporabi novih gradbenih metod in tehnik.
Zgrajen med letoma 1912 in 1914, je bil viadukt Langwieser prvi železniški viadukt na svetu, ki je bil zgrajen iz armiranega betona in je v tistem času predstavljal pomemben napredek.
»Mali brat«, 139 m dolg viadukt Gründjitobel, je bil zgrajen približno 1,8 km naprej.

## Tehnični podatki
Viadukt Langwieser je 284 m dolg (nekateri viri navajajo 287 metrov). Glavni razpon je sestavljen iz 100 metrov dolgega loka, s puščico 42 metrov. Viadukt ima skupno 13 odprtin. Železniški tiri so preko plošče togo povezani z nosilci. Med glavnim lokom in obema obrežnima opornikoma sta stebra. Izdelana sta kot dvojna stebra.
V času izgradnje je bil viadukt Langwieser najdaljši železniški most na svetu. Skupno 800 kubičnih metrov lesa je bilo uporabljenega za gradbeni oder, in izgradnja tega je bil impresiven dosežek tesarja Richarda Coraya iz Trina. Načrte za viadukt je izdelal Hermann Schürch, glavni inženir in pogodbeni izvajalec je bil Eduard Züblin.

## Galerija
- Pogled s severa
- Pogled iz JV
- Ponoči